# Barry Byrne
Pour les articles homonymes, voir Byrne.

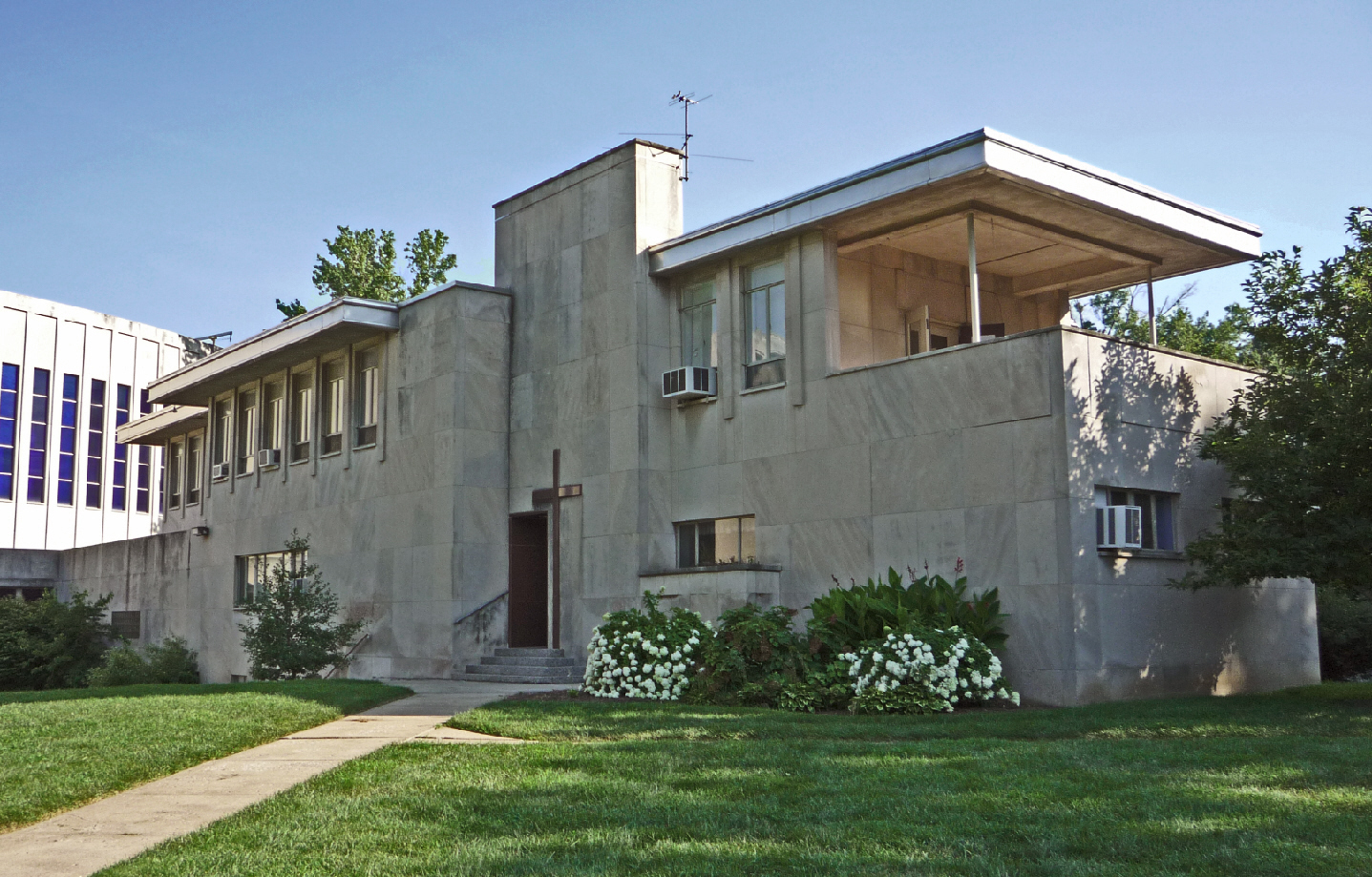
Église Saint François-Xavier, Parish Office, Kansas City, Missouri

Francis Barry Byrne est un architecte américain né le 19 décembre 1883 et décédé le 18 décembre 1967.
Il fut membre du groupe d'architectes Prairie School jusqu'en 1914-1916. Après son départ du groupe, Byrne a continué avec succès à développer son style personnel.

## Biographie
Francis Barry Byrne est né et a grandi à Chicago.
Après la visite d'une exposition du Chicago Architectural Club en 1902, il cherche à travailler avec Frank Lloyd Wright et bien que n'ayant pas de formation en architecture, obtient un poste d'apprenti.

## Son œuvre

### ÀSeattleavecAndrew Willatzen
- Nelson, Tagholm and Jensen Building (1909)
- Charles H. Clarke House (1909)
- Frederick Handschy House (1910)
- George Matzen House (1910)
- Oscar E. Maurer House (1910)
- Andrew S. Kerry House (1910-11)
- George E. Felmlay House (1911)
- John T. McVay House (1911)
- Carleton Huiscamp House (1912)
- George Bellman House (1912)
- L. George Hagar House (1913)

### Dans l'Illinois

#### ÀChicago
- John Travis Kenna Apartments (1916)
- Immaculata High School and Convent Buildings historic landmark
- Church of St. Thomas the Apostle (1922)

#### ÀWilmette
- Saint Francis Xavier School (1916)
- St. Francis Xavier High School (1922)

#### Ailleurs dans l'Illinois
- William F. Temple House remodeling, Kenilworth (1917), avec Alfonso Iannelli
- All Saints Cemetery, Des Plaines (1923)
- St. Procopius College (maintenant Benedictine University), Lisle (banlieue ouest de Chicago) (1962)

### EnIndiana
- J. B. Franke House, Fort Wayne (1914)
- John Valentine House (now Sigma Tau Gamma fraternity house, Ball State University), Muncie (1917)

### EnIowa
- Sam Schneider House, Mason City (1914)
- Hugh Gilmore House, Mason City (1915)
- Dr. James Frederic Clarke House, Fairfield (1915)
- C.M. Rich House, Keokuk (1916)

### Dans d'autres états américains
- Our Lady of Good Help Catholic Church, Hoquiam (1910) avec Andrew Willatzen
- Church of St. Patrick, Racine, Wisconsin (1924)
- Church of Christ the King, Tulsa, Oklahoma (1926)
- Church of SS. Peter & Paul, Pierre, Dakota du Sud (1941)
- Church of St. Francis Xavier, Kansas City, Missouri (1949), sculptures par Alfonso Iannelli
- Church of St. Columba, St. Paul, Minnesota (1949)
- St. Benedict's Abbey Church, Atchison, Kansas (1951-1957)

### AuCanada

#### EnOntario
- Church of St. Patrick, London (1952)
- Holy Redeemer College (maintenant Académie Sainte-Cécile), Windsor (1957)

### EnIrlande
- Church of Christ the King, Parish of Turners Cross, Cork (1931), sculpture par John Storrs